# Gmeinder Typ 440 PS
Die Gmeinder Typ 440 PS ist eine dreiachsige Diesellokomotive mit hydraulischer Kraftübertragung und Stangenantrieb. Sie wurde von Gmeinder 1958 gebaut.

## Technische Merkmale
Als Antriebsmotor dient der wassergekühlte MWM-8-Zylinder-Dieselmotor W8V17,5/22 mit Aufladung, der eine Leistung von 440 PS erreicht. Diese Motorleistung wird über die Dämpfungskupplung und Gelenkwelle auf das VOITH-Flüssigkeits-Getriebe L 37 U übertragen. Diesem ist ein Zahnradgetriebe nachgeschaltet, welches die Vorwärts- und Rückwärtsfahrt, sowie das Umschalten der Geschwindigkeitsbereiche I und II ermöglicht und die Antriebskraft auf die zwischen dem zweiten und dritten Radsatz liegende Blindwelle weiterleitet. Die Blindwelle treibt über Kurbeln, Treib- und Kuppelstangen alle drei Radsätze an. Die Lokomotive hat ein Dienstgewicht von etwa 42 Tonnen und erreicht auf gerader horizontaler Strecke im Verschiebedienst eine Maximalgeschwindigkeit von 30 km/h sowie im Streckendienst von 60 km/h.

## Geschichte
Die Lok 5044 wurde als Einzelstück durch das damalige Bundesministerium für Verteidigung, Abt. XI, Koblenz, mit Beschaffungsauftrag XI D 04c/05/00288/08/56 für die Material-Übernahme-Gruppe Süd II in Crailsheim beschafft. Bei der Bundeswehr erhielt dieser Loktyp die Versorgungsnummer 2210-12-120-5653.
Bis zum Fristablauf Mitte 2007 wurde die Lok für die Rangieraufgaben in der weitläufigen Anlage des Munitionshauptdepots Dorsten-Wulfen eingesetzt. Am 29. Oktober 2007 verließ die Maschine per Straßentieflader das Munitionsdepot Dorsten in Richtung Moers zur Vossloh-Werkstatt (VSFT) zur Durchführung einer Hauptuntersuchung. Doch diese geplante Maßnahme wurde nach der Befundung durch die Fachleute der VSFT aufgrund des Kosten-Nutzen-Verhältnisses durch den Güteprüfdienst der Bundeswehr gestoppt. Die Aussonderung der fünfzigjährigen Lokomotive wurde eingeleitet. Gleichzeitig wurde das Militärhistorische Museum Dresden über das Ausscheiden der Lok aus dem aktiven Dienst informiert, da nun ein weiterer Zeitzeuge des militärischen Eisenbahnwesens der Bundeswehr für eine museale Erhaltung verfügbar wurde. Am 2. September 2008 erfolgte die Übernahme durch das MHM Dresden. Die Lok wurde am 22. Dezember 2008 in Moers verladen und am 23. Dezember 2008 auf die Museumsgleise in Westerburg gestellt. Der Verein WEF 44 508 e. V. hat die Lok per Leihvertrag als Exponat für die Spezialsammlung Bundeswehr-Eisenbahnfahrzeuge im Erlebnisbahnhof Westerburg übernommen.